# ExpressVPN
ExpressVPN – usługa VPN (virtual private network) oferowana przez firmę Express VPN International Ltd., zarejestrowaną na Brytyjskich Wyspach Dziewiczych. Oprogramowanie jest promowane jako narzędzie zapewniające bezpieczeństwo i poufność danych poprzez szyfrowanie ruchu internetowego użytkowników i maskowanie adresów IP.
W 2018 r. TechRadar i Comparitech przyznały usłudze nagrodę Editors’ Choice.